# Poudre de perlimpinpin
Pour les articles homonymes, voir Poudre (homonymie).

Théatre Impérial du Cirque, affiche du spectacle La Poudre de Perlinpinpin (1854).

La poudre de perlimpinpin (également orthographié poudre de perlinpinpin) est un remède prétendument miraculeux mais totalement inefficace.

## Description
L'expression « poudre de perlimpinpin » fait référence aux diverses poudres vendues jadis par des bonimenteurs et charlatans, qui les présentaient comme dotées de vertus miraculeuses et guérissant toute sorte de maux, alors qu'elles n'avaient aucun effet bénéfique. Le nom fantaisiste de « perlimpinpin » serait une onomatopée dont la sonorité évoque une formule magique.
L'expression est attestée dès la première moitié du XVIIe siècle dans le dictionnaire, sous la forme « poudre de prelimpinpin ». À cette époque, existaient également deux plantes connues comme la prêle et le pimpin, auxquelles des vertus médicinales supposées et/ou toxiques étaient associées. C'est de l'association de ces deux plantes que serait née la formule prelinpinpin qui devint par la suite perlimpinpin.
Le lexicographe Philibert-Joseph Le Roux écrivait dans son Dictionnaire comique, satyrique, critique, burlesque, libre et proverbial en 1750 : « On dit encore de la poudre d'oribus. Pour se moquer de ces poudres, auxquelles les Charlatans attribuent de merveilleuses vertus, comme si elles étaient d'or, ou pouvaient faire l'or. On dit de la poudre de perlimpinpin. En parlant des choses qui n'ont aucune vertu. »
L'expression « poudre de perlimpinpin » s'utilise toujours pour désigner un médicament sans vertu, une chose sans valeur.

## Fiction
La poudre de perlimpinpin est le nom de la poudre magique utilisée par Michel le magicien, personnage de La Boîte à Surprise interprété par Michel Cailloux. La « Poudre de Perlinpinpin » est le titre d'une féerie donnée au Théâtre du Châtelet pendant sa saison 1900–1901.
La poudre du père Limpinpin est une poudre qui guérit tout inventée par le père Limpinpin, médecin militaire, dans une nouvelle de Robert Escarpit, dans les contes de la Saint-Glinglin.
La poudre de perlinpainpain est une ressource commune dans le jeu vidéo Dofus et d'autres jeux de la licence.

## Musique
En 1972, Barbara écrit, compose et interprète une chanson nommée "Perlimpimpim". La chanson est un chant contre toutes les violences quelques qu'elles puissent être. Le goût du perlimpinpin cité dans les paroles peut évoquer l'innocence et les plaisirs liés à l'enfance.

## Utilisation politique
Jacques Chirac l'utilisa en 1979 lors d'un discours à la fête du RPR, au Bois de Boulogne. Critiquant les idées européennes de l’UDF de Valéry Giscard d'Estaing, il déclare : « Nous ne pensons pas que l’Europe est une sorte de poudre de perlimpinpin venant au secours des gouvernements à court d’idées. ».
Le 3 mai 2017, lors du débat d'entre-deux-tours de l'élection présidentielle, Emmanuel Macron, utilise cette expression pour qualifier la proposition de Marine Le Pen d'expulser tous les fichés S et de « fermer les frontières » d'illusoire pour contrer le terrorisme en disant « Il y a des pays, nombreux, trop nombreux malheureusement, qui ne sont pas dans Schengen, qui ne sont pas soumis à tout cela, qui ont été frappés de la même façon que nous par les attentats et par le terrorisme. [...] Donc ce que vous proposez, comme d'habitude, c'est de la poudre de perlimpinpin. »,. Le passage est notamment repris par le vidéaste Khaled Freak, dans un morceau diffusé à la radio.

## Galerie

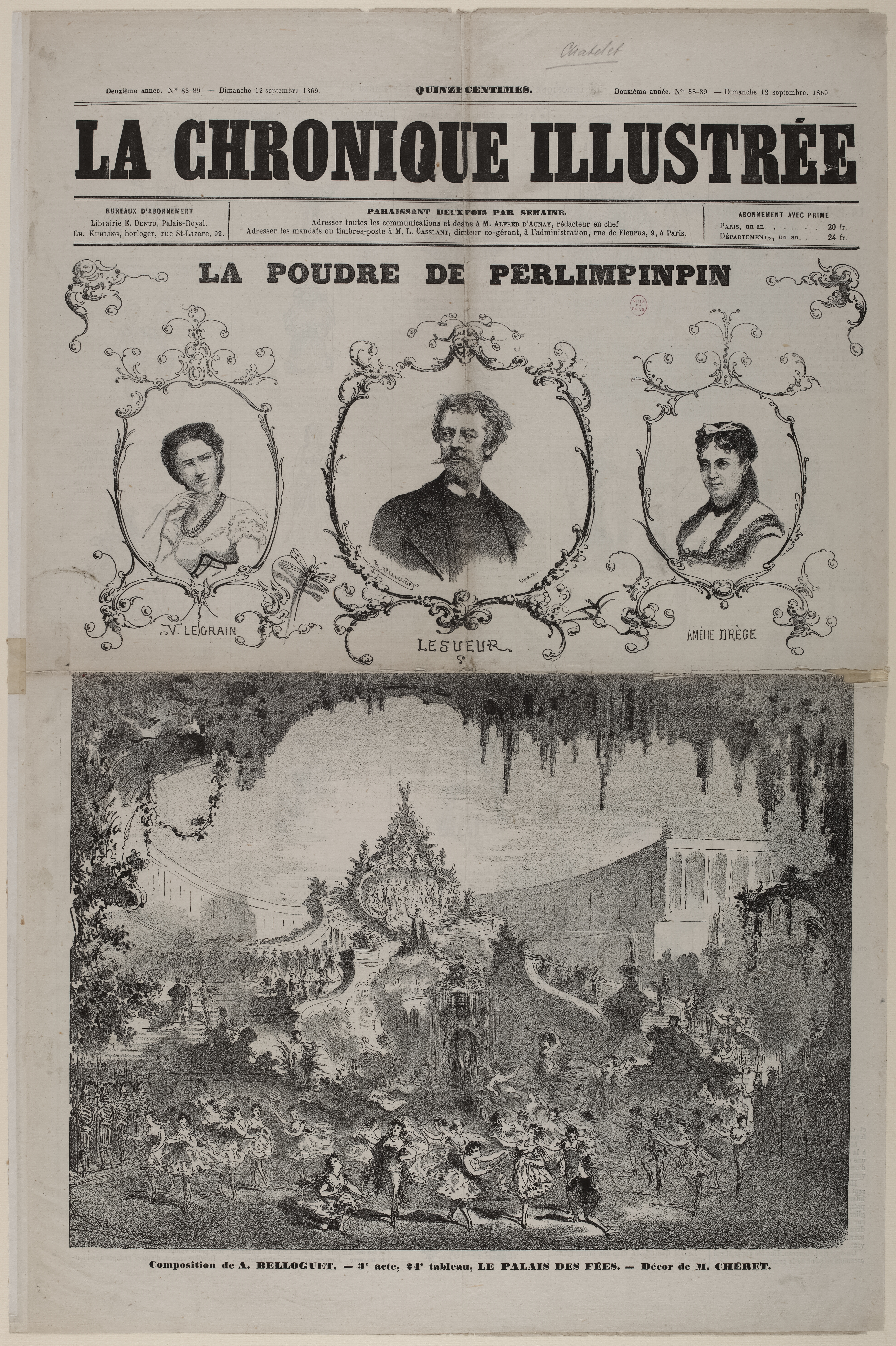
La Chronique Illustrée – La poudre de Perlimpinpin (1869)
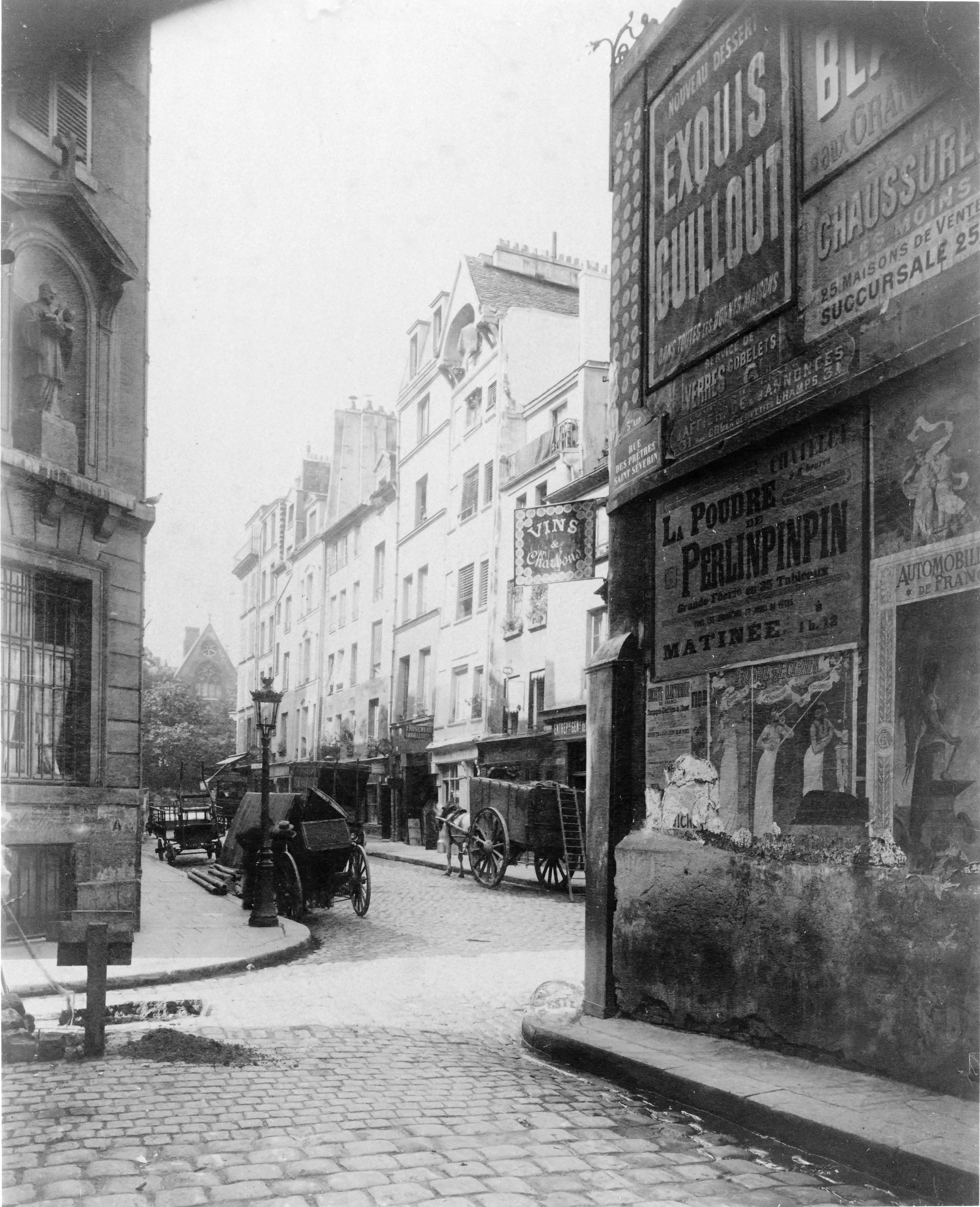
Photographie d'Eugène Atget montrant une publicité murale pour un spectacle nommé La Poudre de perlinpinpin, rue Boutebrie à Paris en 1899.
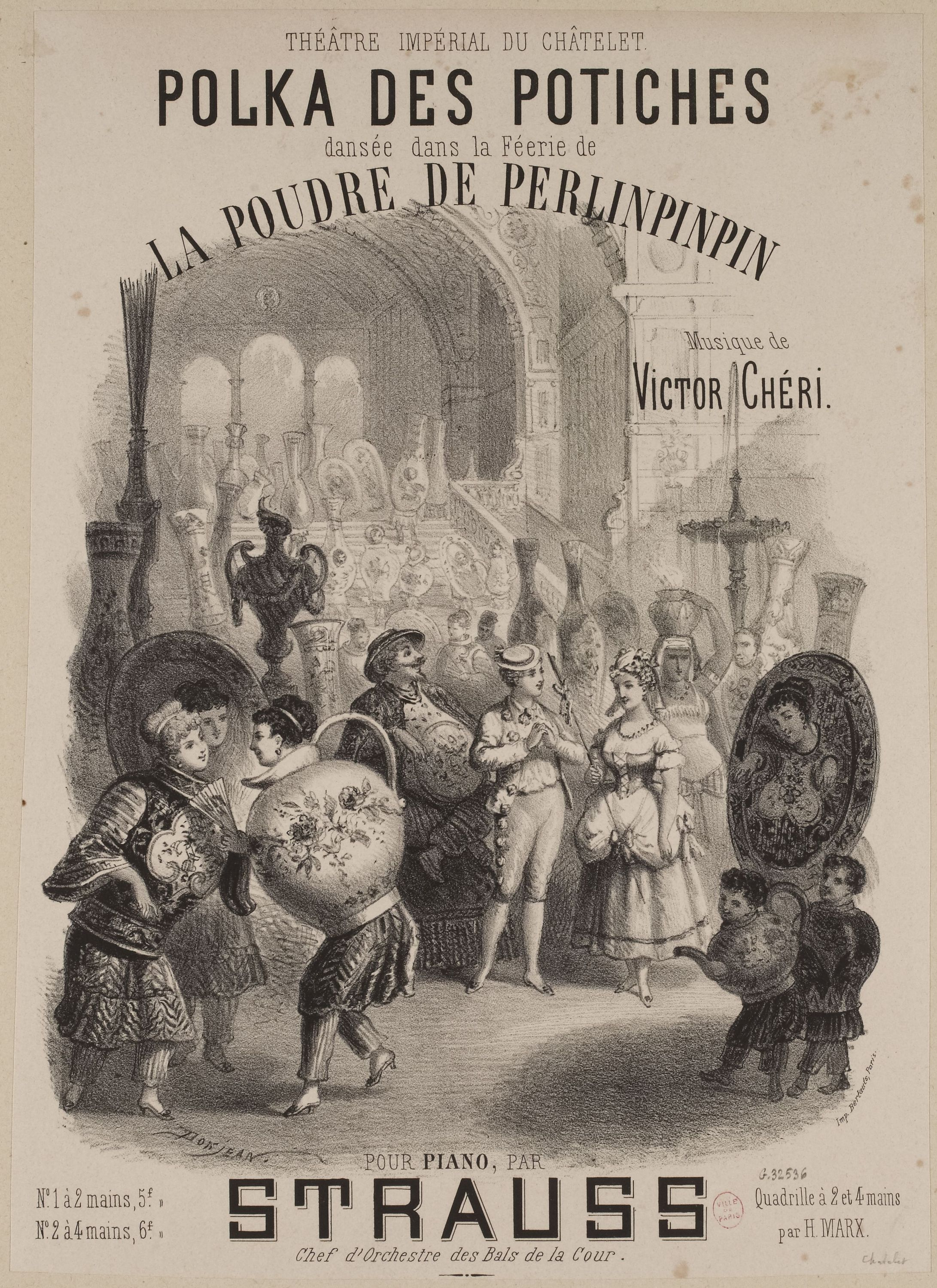
Polka des potiches dansée dans la Féerie de La Poudre de Perlinpinpin.